# CyBio
CyBio ist eine Produktlinie, der Analytik Jena AG im Bereich Liquid Handling und Laborautomation. Zu den Kunden und Anwendern der CyBio-Produkte zählen pharmazeutische und biotechnologische Unternehmen sowie akademische Forschungseinrichtungen. Die frühere Aktiengesellschaft CyBio AG gehörte ab Februar 2009 mehrheitlich zur Analytik Jena AG.
Seit der Verschmelzung der CyBio AG in die Analytik Jena AG im Jahr 2014 werden die CyBio-Produkte unter dem Dach der Analytik Jena-Gruppe vertrieben.

## Geschichte

Ehemaliges Logo von Cybio

Die Anfänge von CyBio gehen auf Forschung und Entwicklung innerhalb des VEB Carl Zeiss Jena im Jahr 1986 zurück. Nach der gesellschaftlichen Wende in der DDR übernahm im Juli 1990 die Treuhandanstalt das Kombinat, das dann im Oktober 1991 in die beiden Unternehmen in Jenoptik GmbH und Carl Zeiss Jena GmbH aufgeteilt wurden.
Am 3. Dezember 1995 wurden die Pipettieraktivitäten von Jenoptik in die Opal Jena Gesellschaft für optische Analytik und Labortechnik mbH ausgegliedert, an der auch die MERLIN Gesellschaft für Mikrobiologische Diagnostika mbH einen Anteil von 33,33 Prozent hatte. Im Jahr darauf wurde eine Kooperationsvereinbarungen mit Matrix Technologies (inzwischen Teil von Thermo Fisher Scientific) abgeschlossen. Als eines der weltweit ersten Anbieter brachte das Unternehmen einen 96-facher Simultanpipettierer auf den Markt. 1997 wurde Opal der führende Anbieter von Geräten zur 384-fachen simultanen Behandlung.
Die Jenoptik Bioinstruments GmbH wurde schließlich 1998 gegründet. Im Mai 1999 gründete sich als Spin-Off vom Bodenseewerk Perkin Elmer in Überlingen die Jenoptik BioSysteme GmbH, später CyBio Systems GmbH, welche spezifisches Wissen zur optischen Proben-Detektion einbrachte. Aufgrund finanzieller Probleme der CyBio AG wurde die CyBio Systems ab 2002 zunächst reduziert, und 2004 aufgelöst.
Der Börsengang erfolgte am 25. November 1999 unter Führung der DG Bank AG, dabei wurden 2,6 Millionen Stückaktien am Neuen Markt zu einem Emissionspreis von 17 Euro ausgegeben. Das Grundkapital danach betrug vier Millionen Euro.
Eine erste Kapitalerhöhung erfolgte im August 2005 mit der Ausgabe von 800.000 neuen Aktien. Mitte Juli 2006 übernahm CyBio 78 Prozent der Anteile von der accelab GmbH aus Kusterdingen. Am 19. Juni 2007 wurde eine weitere Kapitalerhöhung beschlossen, worauf 600.000 neue Aktien im Wert zu je vier Euro ausgegeben wurden.
Am 23. Februar 2009 veröffentlichte die Analytik Jena AG eine Pressemitteilung und gab an, die Kontrolle über CyBio übernommen zu haben. Im April 2014 hielt die Analytik Jena AG (Prime Standard: AJA, ISIN: DE0005213508) insgesamt 91,9 % der Stimmrechte an der CyBio AG und gab die geplante Verschmelzung der CyBio AG auf die Analytik Jena AG bekannt. Am 22. Mai 2014 stimmten in der Ordentlichen Hauptversammlung der CyBio AG in Jena 99,8 % des anwesenden Grundkapitals für einen verschmelzungsrechtlichen Squeeze Out.
Am 7. Juli 2014 schließlich wurde die Verschmelzung der CyBio AG auf die Analytik Jena AG durch die Eintragung in das Handelsregister der Analytik Jena AG (Handelsregister des Amtsgerichts Jena, HRB 200027) wirksam. Damit erlosch die CyBio AG als eigenständige Gesellschaft. Das Geschäft der CyBio-Gruppe im Segment Liquid-Handling- und Laborautomatisierungslösungen wird seither von der Analytik Jena AG fortgeführt.

## Produkte

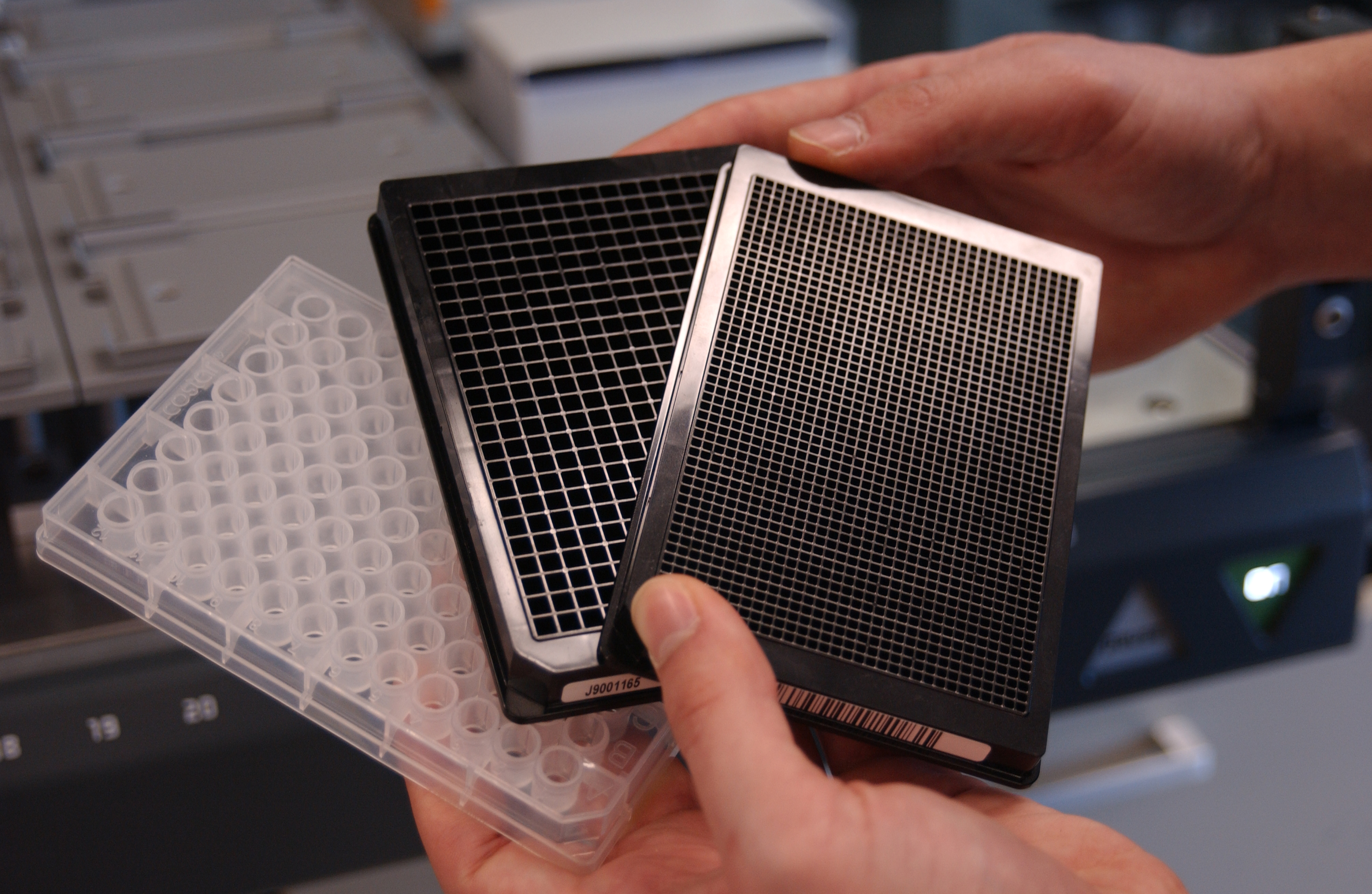
Mikrotiterplatten mit 96, 384 und 1536 Wells

Vom singulären Pipettierer bis zu für den Kunden individuell angefertigte Komplettlösungen bietet CyBio automatisierte Systeme an, die unterschiedlichsten Anwendungs- und Durchsatzanforderungen in Life Sciences und in der Wirkstoffforschung gerecht werden. Dazu zählen u. a.:
- Einzel- bis Mehrkanal-Pipettierer
- 96-/384-/1536-Kanal-Pipettierer
- Kapillar-Dispenser, 1-/8-/16-Kanal-Pipettierer
- Dispenser
- Mikroplattenlager
- Barcode Labeler
- Plattformen
- Software
- Pipettenspitzen

## Mitbewerber
- Beckman Coulter
- Hamilton Company
- Hudson Control
- Matrix Technologies Corporation (Tochterunternehmen von Thermo Fisher Scientific)
- PerkinElmer
- Tecan Group